# Chaussan
Chaussan est une commune française située dans le département du Rhône, en région Auvergne-Rhône-Alpes.

## Géographie

Vue panoramique sur les Alpes et le massif du Pilat depuis le chemin des Ravières en amont de Chaussan (Rhône).

### Climat
Pour des articles plus généraux, voir Climat d'Auvergne-Rhône-Alpes et Climat du Rhône.
En 2010, le climat de la commune est de type climat océanique dégradé des plaines du Centre et du Nord, selon une étude du Centre national de la recherche scientifique s'appuyant sur une série de données couvrant la période 1971-2000. En 2020, Météo-France publie une typologie des climats de la France métropolitaine dans laquelle la commune est exposée à un climat de montagne ou de marges de montagne et est dans la région climatique  Nord-est du Massif Central, caractérisée par une pluviométrie annuelle de 800 à 1 200 mm, bien répartie dans l’année. 
Pour la période 1971-2000, la température annuelle moyenne est de 11 °C, avec une amplitude thermique annuelle de 17,4 °C. Le cumul annuel moyen de précipitations est de 839 mm, avec 9,3 jours de précipitations en janvier et 6,3 jours en juillet. Pour la période 1991-2020, la température moyenne annuelle observée sur la station météorologique de Météo-France la plus proche, « Mornant », sur la commune de Mornant à 3 km à vol d'oiseau, est de 12,1 °C et le cumul annuel moyen de précipitations est de 758,5 mm,. Pour l'avenir, les paramètres climatiques de la commune estimés pour 2050 selon différents scénarios d'émission de gaz à effet de serre sont consultables sur un site dédié publié par Météo-France en novembre 2022.

## Urbanisme

### Typologie
Au 1er janvier 2024, Chaussan est catégorisée petite ville, selon la nouvelle grille communale de densité à sept niveaux définie par l'Insee en 2022.
Elle est située hors unité urbaine. Par ailleurs la commune fait partie de l'aire d'attraction de Lyon, dont elle est une commune de la couronne,. Cette aire, qui regroupe 397 communes, est catégorisée dans les aires de 700 000 habitants ou plus (hors Paris),.

### Occupation des sols
L'occupation des sols de la commune, telle qu'elle ressort de la base de données européenne d’occupation biophysique des sols Corine Land Cover (CLC), est marquée par l'importance des territoires agricoles (82,7 % en 2018), une proportion identique à celle de 1990 (82,7 %). La répartition détaillée en 2018 est la suivante : 
zones agricoles hétérogènes (62,8 %), prairies (14,2 %), forêts (13 %), cultures permanentes (5,7 %), zones urbanisées (4,3 %). L'évolution de l’occupation des sols de la commune et de ses infrastructures peut être observée sur les différentes représentations cartographiques du territoire : la carte de Cassini (XVIIIe siècle), la carte d'état-major (1820-1866) et les cartes ou photos aériennes de l'IGN pour la période actuelle (1950 à aujourd'hui).

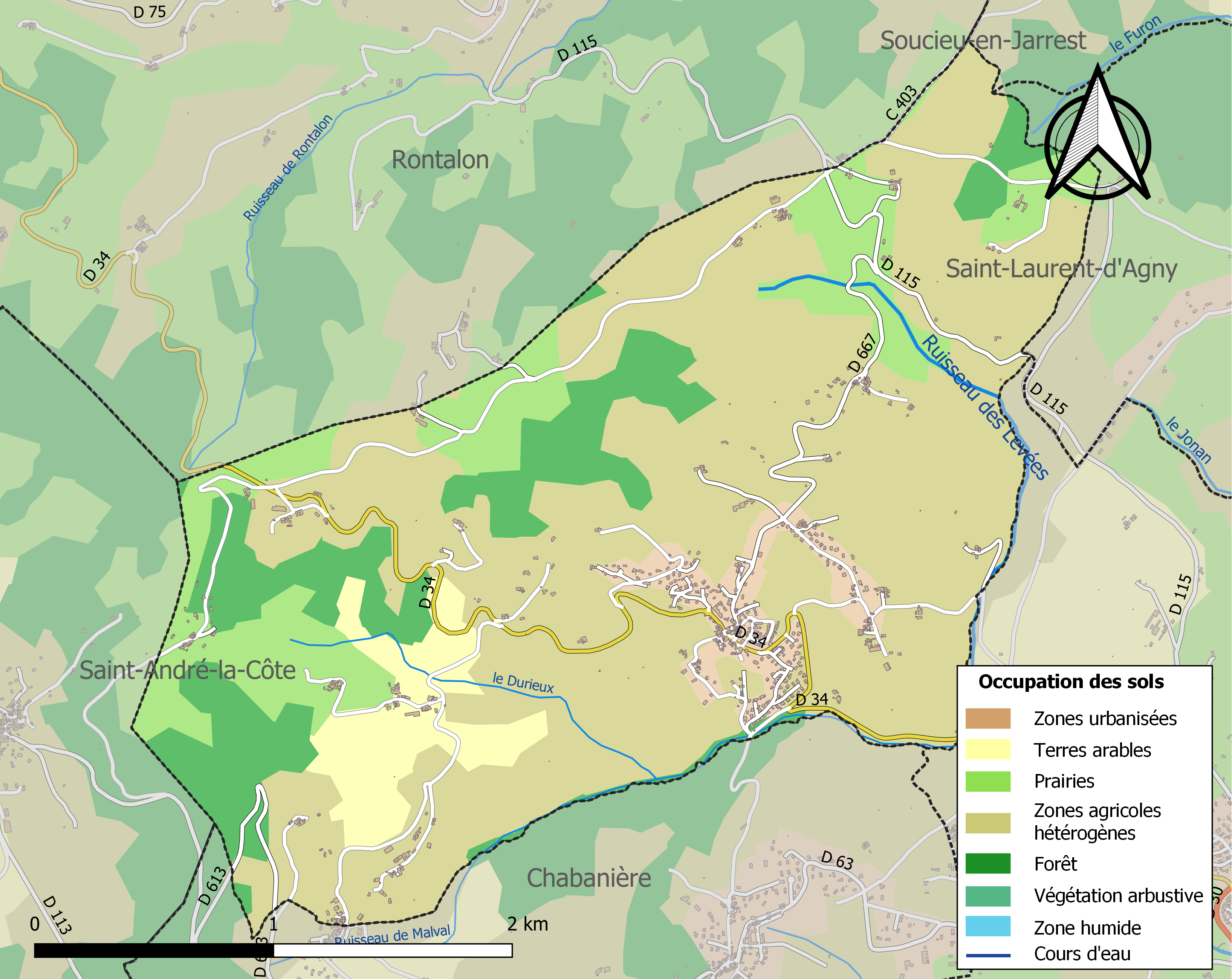
Carte des infrastructures et de l'occupation des sols de la commune en 2018 (CLC).

## Histoire
Au cours de la Révolution française, la commune, alors nommée Saint-Jean-de-Chaussan, porte provisoirement le nom de Jean-de-Chaussan puis, vers le mois de juin 1794 (messidor an II), celui de Chaussan-la-Montagne.

Le nom de Chaussan a été adopté vers le mois de mars 1795 (germinal an III).

## Héraldique
| Blason de Chaussan | D'argent aux deux vires d'azur, au chef de sinople chargé d'un trèfle d'or accosté de deux pommes de pin renversées du même. - Le chef de sinople évoque le caractère rural de la commune. - Les pommes de pin, appelées « babet » dans le parler stéphanois, font référence au surnom de « Babauds » donné aux habitants de la commune. - Le trèfle est un élément du blason de la famille de Bellièvre, composée de hauts dignitaires, originaire de la commune. - Les deux vires rappellent l'eau, ainsi que le puits gaulois se trouvant dans la nef centrale de l'église de la commune. |

## Politique et administration

### Administration municipale
| Période                                  | Période  | Identité       | Étiquette | Qualité |
| ---------------------------------------- | -------- | -------------- | --------- | ------- |
| 2001                                     | en cours | Pascal Furnion | PS        |         |
| Les données manquantes sont à compléter. |          |                |           |         |

### Intercommunalité
La commune fait partie de la communauté de communes du Pays mornantais.

## Lieux et monuments

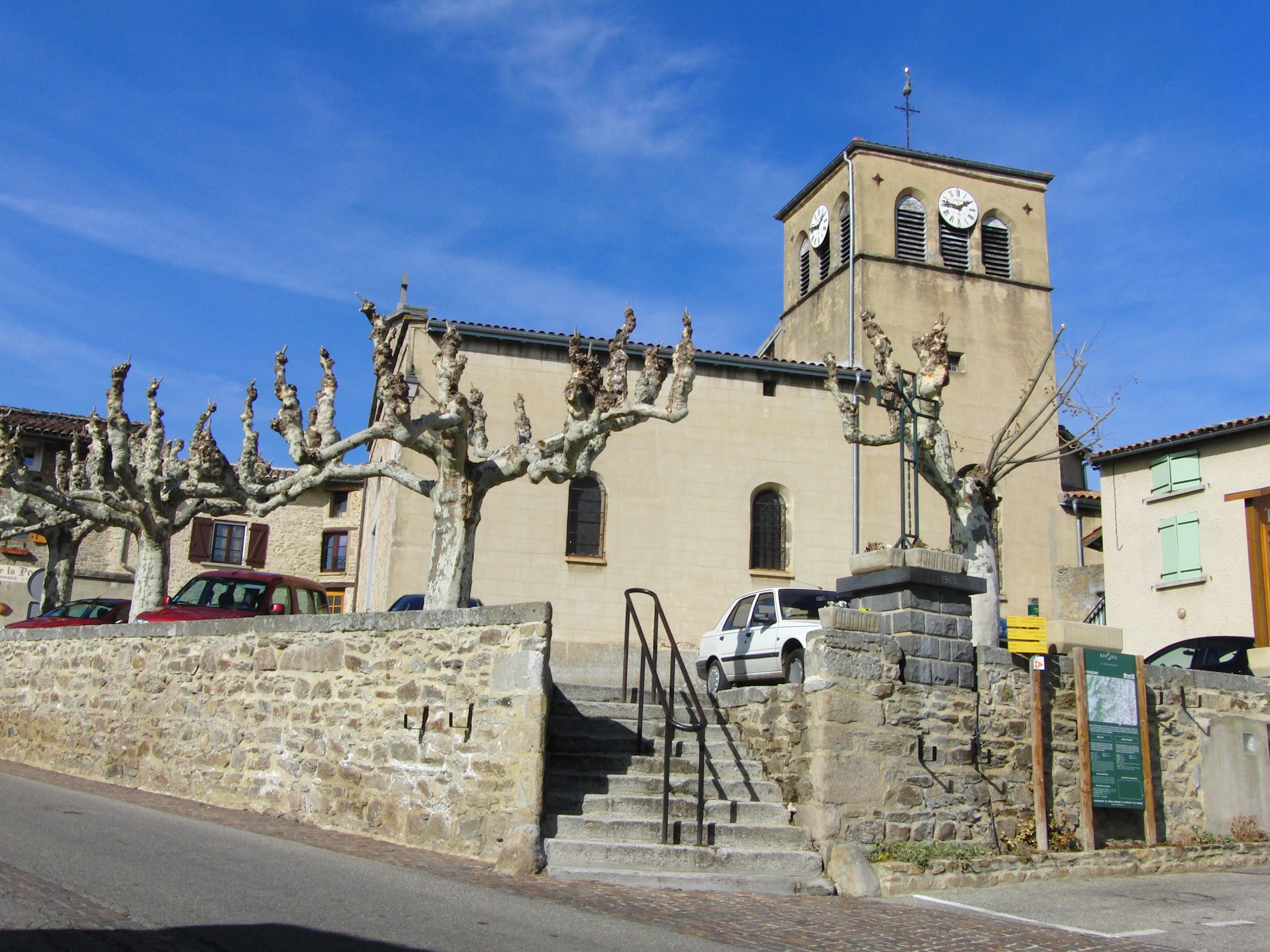
Église de Chaussan.

## Population et société

### Démographie
L'évolution du nombre d'habitants est connue à travers les recensements de la population effectués dans la commune depuis 1793. Pour les communes de moins de 10 000 habitants, une enquête de recensement portant sur toute la population est réalisée tous les cinq ans, les populations de référence des années intermédiaires étant quant à elles estimées par interpolation ou extrapolation. Pour la commune, le premier recensement exhaustif entrant dans le cadre du nouveau dispositif a été réalisé en 2005.

En 2022, la commune comptait 1 215 habitants, en évolution de +8,77 % par rapport à 2016 (Rhône : +3,93 %, France hors Mayotte : +2,11 %).
| 1793 | 1800 | 1806 | 1821 | 1831 | 1836 | 1841 | 1846 | 1851 |
| ---- | ---- | ---- | ---- | ---- | ---- | ---- | ---- | ---- |
| 448  | 489  | 539  | 460  | 497  | 536  | 580  | 604  | 638  |

| 1856 | 1861 | 1866 | 1872 | 1876 | 1881 | 1886 | 1891 | 1896 |
| ---- | ---- | ---- | ---- | ---- | ---- | ---- | ---- | ---- |
| 621  | 620  | 617  | 594  | 565  | 561  | 560  | 544  | 553  |

| 1901 | 1906 | 1911 | 1921 | 1926 | 1931 | 1936 | 1946 | 1954 |
| ---- | ---- | ---- | ---- | ---- | ---- | ---- | ---- | ---- |
| 569  | 540  | 512  | 443  | 441  | 452  | 418  | 402  | 391  |

| 1962 | 1968 | 1975 | 1982 | 1990 | 1999 | 2005 | 2006 | 2010 |
| ---- | ---- | ---- | ---- | ---- | ---- | ---- | ---- | ---- |
| 382  | 389  | 417  | 545  | 625  | 933  | 943  | 945  | 972  |

| 2015  | 2020  | 2022  | - | - | - | - | - | - |
| ----- | ----- | ----- | - | - | - | - | - | - |
| 1 115 | 1 200 | 1 215 | - | - | - | - | - | - |